# Elio Vittorini
Elio Vittorini (5. července 1908 Syrakusy – 12. února 1966 Milán) byl italský spisovatel, literární kritik, překladatel a novinář. Ač začínal jako fašista (V roce 1937 byl vyloučen z Národní fašistické strany za podporu republikánů ve španělské občanské válce), nakonec se stal protifašistickým bojovníkem (roku 1943 byl zatčen a posléze se zapojil i do protifašistického odboje). Stal se klasikem protifašistické italské prózy, zejména díky románům Sicilské táčky (Conversazione in Sicilia; 1941), Lidé a nelidé (Uomini e no; 1945) a Červený karafiát (Il garofano rosso; 1948). Založil vlivné literární časopisy Il Politecnico (1945–47) a Il menabó (1959), které zásadně přispěly k diskusi o neorealismu v italské kultuře. K neorealismu bývá přiřazováno i jeho literární dílo. Politicky se po válce připojil ke komunistům a byl též redaktorem komunistického deníku L'Unita. Jeho komunistickým přesvědčením otřásl až sovětský vpád do Maďarska roku 1956. Poté měl blízko k Italské socialistické straně, za niž i kandidoval ve volbách. Po roce 1956 už ovšem nepublikoval žádné beletristické texty. Dál se ale věnoval literární kritice, která byla shrnuta v souborech Diario in pubblico (1957) a Le due tensione: appunti per una ideologia della letteratura (1967). Byl průkopníkem překladu anglojazyčné literatury v Itálii, již před válkou převedl do italštiny díla Williama Saroyana, D.H. Lawrence, Johna Steinbecka, Edgara Allana Poea, Williama Faulknera, Daniela Defoea, Ernesta Hemingwaye, T. S. Eliota, W. H. Audena aj. Zejména o vlivu Hemingwaye, s nímž se osobně spřátelil, na jeho autorský styl spekuluje literární kritika. Pomáhal také prosadit dílo některých nových italských spisovatelů, zejména Cesare Paveseho a Itala Calvina. Pocházel ze Sicílie, kterou opustil roku 1924. Poválečný život prožil v Miláně.

### Česky vyšlo (první vydání)
- Sicilské táčky, Praha, Máj 1948 (překlad Jaromír Fučík)
- Lidé a nelidé, Praha, Naše vojsko 1959 (překlad Libor Piruchta)
- Garibaldýnka, Praha, Státní nakladatelství krásné literatury a umění 1966 (překlad Alena Wildová)
- Červený karafiát, Praha, Svoboda 1977 (překlad Miloslav Žilina)